# Eupterote
Eupterote é um gênero de mariposa pertencente à família Eupterotidae.

## Espécies
- Eupterote acesta Swinhoe, 1894
- Eupterote alba (Swinhoe, 1892)
- Eupterote amaena Walker, 1855
- Eupterote asclepiades (Felder, 1874)
- Eupterote balwanti Bhasin., 1946
- Eupterote calandra Swinhoe, 1894
- Eupterote celebica Nässig, Holloway & Beeke, 2011
- Eupterote chinensis Leech, 1898
- Eupterote citheronia Bryk, 1944
- Eupterote citrina Walker, 1855
- Eupterote crinita Swinhoe, 1899
- Eupterote decolorata (Grünberg, 1914)
- Eupterote diffusa Walker, 1865
- Eupterote dulcinea Swinhoe, 1901
- Eupterote epicharis West, 1932
- Eupterote fabia (Cramer, 1780)
- Eupterote flavicollis Guérin-Meneville, 1843
- Eupterote flavida Moore, 1884
- Eupterote formosana Matsumura, 1908
- Eupterote geminata (Walker, 1855)
- Eupterote glaucescens (Walker, 1855)
- Eupterote harmani Holloway, 1987
- Eupterote hibisci Fabricius, 1775
- Eupterote kageri Nässig, 1989
- Eupterote kalliesi Nässig, 2000
- Eupterote lineosa Walker, 1855
- Eupterote liquidambaris Mell, 1930
- Eupterote minor Moore, 1893
- Eupterote mollifera Walker, 1865
- Eupterote multiarcuata Holloway, 1976
- Eupterote muluana Holloway, 1987
- Eupterote murina (Moore, 1877)
- Eupterote naessigi Holloway, 1987
- Eupterote nigriceps (Hampson, 1893)
- Eupterote nobilis (Bryk, 1944)
- Eupterote obsoleta (Talbot, 1926)
- Eupterote orientalis Fabricius
- Eupterote pallida (Walker, 1855)
- Eupterote pandya (Moore, [1866])
- Eupterote patula (Walker, 1855)
- Eupterote petola Moore, 1860
- Eupterote placida (Moore, [1883])
- Eupterote plumipes (Walker, 1855)
- Eupterote radiata (Walker, 1866)
- Eupterote rothschildi (Strand, 1924)
- Eupterote splendens Nässig & C.H. Schulze, 2007
- Eupterote subcurvifera (Walker, 1865)
- Eupterote testacea Walker, 1855
- Eupterote todara Moore, 1884
- Eupterote translata Swinhoe, 1885
- Eupterote udiana Moore, 1860
- Eupterote undans Walker, 1855
- Eupterote undata Blanchard, 1844
- Eupterote unicolor Hampson, 1891
- Eupterote vialis Moore, 1879
- Eupterote weberi (Holloway, 1976)